# Oobius dahlsteni
Oobius dahlsteni is een vliesvleugelig insect uit de familie Encyrtidae. De wetenschappelijke naam is voor het eerst geldig gepubliceerd in 1971 door Trjapitzin.